# مقاطعة دالاس (تكساس)
مقاطعة دالاس (بالإنجليزية: Dallas  County)‏ هي إحدى المقاطعات في ولاية تكساس، الولايات المتحدة الأمريكية، يبلغ عدد سكانها 2,368,139 نسمة طبقا لإحصاء عام 2010؛ محتلة بذلك المركز التاسع في قائمة أكثر المقاطعات الأمريكية سكانا. وهي ثاني أكثر المقاطعات اكتظاظًا بالسكان في ولاية تكساس الأمريكية. اعتبارًا من تعداد الولايات المتحدة لعام 2020، كان عدد السكان 2613539، 
مقر المقاطعة هو مدينة دالاس،  وهي أيضًا ثالث أكبر مدينة في ولاية تكساس وتاسع أكبر مدينة في الولايات المتحدة. تأسست المقاطعة في عام 1846 ومن المحتمل أنها سُميت على اسم جورج ميفلين دالاس، النائب الحادي عشر لرئيس الولايات المتحدة في عهد الرئيس الأمريكي جيمس ك. بولك.
مقاطعة دالاس مدرجة في منطقة دالاس-أرلينغتون-فورت وورث الإحصائية الحضرية (يشار إليها بالعامية باسم دالاس-فورت وورث متروبلكس). أدى التوسع في مقاطعة دالاس إلى طمس الخطوط الجغرافية بين المدن وبين المقاطعات المجاورة.

## جغرافيا المقاطعة
وفقًا لمكتب الإحصاء الأمريكي، تبلغ مساحة المقاطعة 909 ميل مربع (2,350 كـم2)، منها873 ميل مربع (2,260 كـم2) أرض و 36 ميل مربع (93 كـم2) (4.0٪) عبارة عن مياه. تم احتواء 3519 فدانًا من المقاطعة ضمن 21 محمية طبيعية مملوكة للمقاطعة، والتي تم الحصول عليها من خلال برنامج الفضاء المفتوح Open Space Program بالمقاطعة.

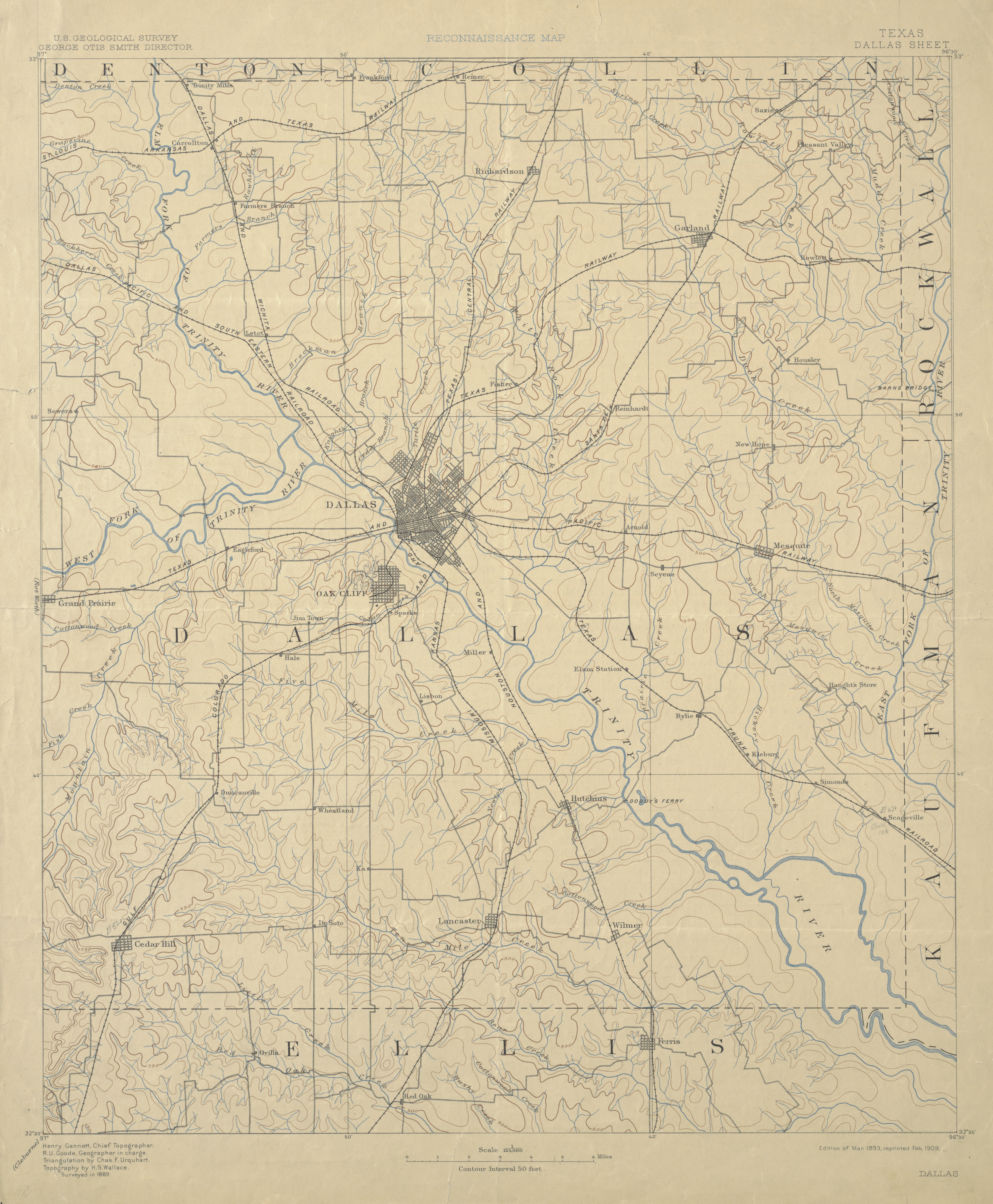
1893 USGS map of Dallas County

### المقاطعات المجاورة
- مقاطعة دينتون (northwest)
- مقاطعة كولين (northeast)
- مقاطعة روكوول (east)
- مقاطعة كوفمان (southeast)
- مقاطعة إليس (south)
- مقاطعة تارانت (west)

## التركيب السكاني

### تعداد عام 2020
| العرق                                                               | تعداد 2010 | تعداد 2020 | % 2010  | % 2020  |
| ------------------------------------------------------------------- | ---------- | ---------- | ------- | ------- |
| البيض فقط(NH)                                                       | 784,693    | 724,987    | 33.14%  | 27.74%  |
| أمريكيون أفارقة فقط(NH)                                             | 518,732    | 564,741    | 21.90%  | 21.61%  |
| الأمريكيون الأصليون في الولايات المتحدة or Alaska Native alone (NH) | 7,330      | 6,743      | 0.31%   | 0.26%   |
| أمريكيون آسيويون alone (NH)                                         | 117,797    | 181,314    | 4.97%   | 6.94%   |
| جزر المحيط الهادي [الإنجليزية] فقط(NH)                              | 874        | 1,175      | 0.04%   | 0.04%   |
| Some Other Race alone (NH)                                          | 3,346      | 9,990      | 0.14%   | 0.38%   |
| أمريكيون متعددو الأعراق (NH)                                        | 29,427     | 66,754     | 1.24%   | 2.55%   |
| هسبان وأمريكيون لاتينيون (أي عرق)                                   | 905,940    | 1,057,835  | 38.26%  | 40.48%  |
| المجموع                                                             | 2,368,139  | 2,613,539  | 100.00% | 100.00% |

ملاحظة: التعداد السكاني في الولايات المتحدة يعامل اللاتينيين / اللاتينيين كفئة عرقية. يستثني هذا الجدول اللاتينيين من الفئات العرقية ويخصصهم لفئة منفصلة. يمكن أن يكون ذوي الأصول الأسبانية / اللاتينيين من أي عرق.

### 2010
حسب تعداد 2010، كان هناك 2،368،139 شخصًا، و 807،621 أسرة، و 533،837 عائلة مقيمة في المقاطعة. كانت الكثافة السكانية 2523 شخصًا لكل ميل مربع (974 / كم 2). كان هناك 854119 وحدة سكنية بمتوسط كثافة 971 / ميل مربع (375 / كم 2). كان التركيب العرقي للمقاطعة 53.4٪ أبيض (33.12٪ أبيض غير إسباني)، 22.30٪ أسود أو أمريكي أفريقي، 0.10٪ أمريكي أصلي، 5.15٪ آسيوي، 0.06٪ جزر المحيط الهادئ، 14.04٪ من أعراق أخرى، و 2.70٪ من اثنان أو كثير أجناس. 38.30 ٪ من السكان كانوا من أصل لاتيني أو لاتيني من أي عرق.أمريكي أبيض
كان هناك 807621 أسرة، 35.10٪ منها لديها أطفال تقل أعمارهم عن 18 عامًا يعيشون معهم، و 46.90٪ من الأزواج المتزوجين الذين يعيشون معًا، و 14.10٪ لديها ربة منزل بدون زوج، و 33.90٪ من غير العائلات. 27.30٪ من جميع الأسر كانت مكونة من أفراد، و 5.90٪ كان لديها شخص يعيش بمفرده يبلغ من العمر 65 عامًا أو أكبر. كان متوسط حجم الأسرة 2.71 ومتوسط حجم الأسرة 3.34. اعتبارًا من تعداد 2010، كان هناك حوالي 8.8 أزواج من نفس الجنس لكل 1000 أسرة في المقاطعة.
في المقاطعة الأوسع، انتشر السكان، حيث كان 27.90 ٪ تحت سن 18، و 10.70 ٪ من 18 إلى 24، و 34.40 ٪ من 25 إلى 44، و 18.90 ٪ من 45 إلى 64، و 8.10 ٪ الذين بلغوا 65 عامًا أو أكبر. كان متوسط العمر 31 سنة. لكل 100 أنثى هناك 99.80 ذكر. لكل 100 أنثى من سن 18 وما فوق، كان هناك 98.00 ذكر.
كان متوسط الدخل لأسرة في المقاطعة 43،324 دولارًا أمريكيًا، وكان متوسط الدخل للأسرة 49،062 دولارًا. كان للذكور متوسط دخل قدره 34،988 دولارًا مقابل 29،539 دولارًا للإناث. الناتج القومي للفردللمقاطعة كان $ 22،603. حوالي 10.60٪ من الأسر و 13.40٪ من السكان كانوا تحت خط الفقر، بما في ذلك 18.00٪ ممن تقل أعمارهم عن 18 عامًا و 10.50٪ من أولئك الذين بلغوا 65 عامًا أو أكثر.

### 2014–2018
خلال برنامج تقدير سكان تكساس لعام 2015، كان عدد سكان المقاطعة 2،541،528 ؛ شكل البيض غير اللاتينيين 713835 من سكان المقاطعة (28.1٪) ؛ السود غير اللاتينيين، 565020 (22.2٪)؛ غير الأسبان الآخرين، 197.082 (7.7٪) ؛ والأمريكيون اللاتينيون (من أي عرق)، 1.065.591 (41.9٪).
في عام 2018، قدر مكتب الإحصاء الأمريكي أن مقاطعة دالاس تضم 2637772 ساكنًا، و 1027930 وحدة سكنية، و 917276 أسرة. 24.3٪ من سكان المقاطعة هم من المولودين في الخارج. 28.6٪ من سكان المقاطعة كانوا من البيض غير اللاتينيين، 23.5٪ من السود أو الأمريكيين من أصل أفريقي، 1.1٪ الهنود الأمريكيين أو سكان ألاسكا الأصليين، 6.7٪ آسيويون، 0.1٪ من سكان جزر المحيط الهادئ، 1.9٪ من اثنين أو أكثر من الأجناس الاخرى، و 40.5٪ من أصل لاتيني أو من أمريكا اللاتينية من أي عرق.
وبلغت القيمة المتوسطة للوحدات السكنية التي يشغلها مالكوها 161،500 دولارًا أمريكيًا والتكلفة الشهرية للرهن العقاري 1،539 دولارًا أمريكيًا في عام 2018. وبدون رهن عقاري ، كانت الدفعة الشهرية للإسكان 575 دولارًا. بلغ متوسط الإيجار الإجمالي لسكان المقاطعة 1046 دولارًا أمريكيًا وكان معدل الإسكان المشغول بالمالك 50.1 ٪ من 2014 إلى 2018.

كان هناك 2.79 شخص في المتوسط لكل أسرة من 2014 إلى 2018. كان 47.8 ٪ من مقاطعة دالاس من الذكور و 52.2 ٪ من الإناث. كان متوسط العمر 33.5 سنة. بلغ متوسط دخل الأسرة المعيشية في مقاطعة دالاس 56854 دولارًا ونحو 14.2 ٪ من السكان يعيشون تحت خط الفقر.

موقع المقاطعة في ولاية تكساس

## أعلام
- مادلين دونكان براون
- غريغ بنسون
- ايرل كابيل
- بيت كول